# Alvik, Luleå kommun
Alvik är ett samhälle i Luleå kommun, som ligger placerad centralt i vad som brukar kallas "fyrkanten", det vill säga orterna Luleå, Piteå, Älvsbyn och Boden.
Bebyggelsen klassades av SCB före 2018 som en separat tätort för att därefter räknas som en del av tätorten Antnäs.
Alvik och Långnäs blev utsedd till Årets by i Luleå kommun 2003.

## Historia
I Alvik och Långnäs byar finns rester som styrker att byarna uppkom under medeltiden. Under historisk tid har befolkningen försörjt sig på jordbruk och boskapsskötsel, ända fram till 1900-talet. Man har funnit fornlämningar i området som eventuellt styrker att det funnits invånare i området i flera tusen år. [källa behövs]

### Befolkningsutveckling
| Befolkningsutvecklingen i Alvik 1960–2015 | Befolkningsutvecklingen i Alvik 1960–2015 | Befolkningsutvecklingen i Alvik 1960–2015 | Befolkningsutvecklingen i Alvik 1960–2015 | Befolkningsutvecklingen i Alvik 1960–2015 |
| ----------------------------------------- | ----------------------------------------- | ----------------------------------------- | ----------------------------------------- | ----------------------------------------- |
|                                           |                                           |                                           |                                           |                                           |
| År                                        |                                           |                                           | Folkmängd                                 | Areal (ha)                                |
| 1960                                      | 1960                                      |                                           | 510                                       |                                           |
| 1965                                      | 1965                                      |                                           | 478                                       |                                           |
| 1970                                      | 1970                                      |                                           | 479                                       |                                           |
| 1975                                      | 1975                                      |                                           | 522                                       |                                           |
| 1980                                      | 1980                                      |                                           | 740                                       |                                           |
| 1990                                      | 1990                                      |                                           | 768                                       | 219                                       |
| 1995                                      | 1995                                      |                                           | 771                                       | 163                                       |
| 2000                                      | 2000                                      |                                           | 770                                       | 163                                       |
| 2005                                      | 2005                                      |                                           | 771                                       | 163                                       |
| 2010                                      | 2010                                      |                                           | 777                                       | 167                                       |
| 2015                                      | 2015                                      |                                           | 831                                       | 178                                       |
| Anm.: Växte 2018 samman med Antnäs        |                                           |                                           |                                           |                                           |

## Samhället
Alvik består av två byar, Alvik och Långnäs, som under åren har sammanbyggts och numera går ofta båda byarna under namnet Alvik.
I Alvikskolan som byggdes 1993 går det cirka 120 elever, i klasser från 6-årsverksamhet till klass 6. 

## Evenemang
30 april varje år anordnar byaföreningen en majbrasa på ängen vid Morgärdan som är i Långnäs-delen av byn. Olika företag, exempelvis Liko, skänker bort produkter som sedan används som priser i ett lotteri.
6 juli varje år är det byadag med aktiviteter vid bygdegården, exempelvis bollkast, tipsrunda, dragkamp och ansiktsmålning.

## Idrott
Alviks IK har en stor barn- och ungdomsverksamhet inom fotboll och har även haft ett seniorlag i Damallsvenskan.